# 前田雄吉
前田 雄𠮷（まえだ ゆうきち、1960年1月8日‐）は、日本の政治家。元衆議院議員（3期）。戸籍名（2024年10月時点）は西村雄吉。
衆議院決算行政監視委員会理事、衆議院安全保障委員会委員。民主党内では小沢グループ・「一新会」事務局長、国会対策副委員長、文化団体局次長。そのほか知的財産権を守る超党派議員連盟事務局長、健全なネットワークビジネスを育てる議員連盟事務局長を務めていた。

## 概要
愛知県立五条高等学校を経て、愛知教育大学教育学部に入学、その後慶應義塾大学法学部に転じて卒業後、松下政経塾入塾し松下幸之助に師事。ロータリー財団より、オーストラリア国立大学留学。
学習塾を営みながら、1990年2月18日の第39回衆議院議員総選挙に旧愛知2区から無所属で出馬するも、泡沫候補扱いで惨敗する。その後、江﨑真澄衆議院議員の秘書を務めたのち、1992年の日本新党結党に参画。その後、新進党を経て、1999年、民主党愛知県総支部連合会副代表に就任。
2000年6月25日の第42回衆議院議員総選挙に愛知6区から出馬し初当選。
2003年11月9日の第43回衆議院議員総選挙に愛知6区から出馬し当選（2期目）。
2005年9月11日の第44回衆議院議員総選挙に愛知6区から出馬し落選するも、比例東海ブロックで復活当選（3期目）。
第159回国会の予算委員会第七分科会において、ネットワークビジネスに対する国家支援を要求したが、経済産業省から業務停止命令を受けたマルチ商法業者からの献金受給をしていたことが判明し、責任を取って2008年10月に次期衆議院選挙への不出馬を表明し、民主党を離党した。
2010年7月11日の第22回参議院議員通常選挙に、民主党に復党した上で公認候補として比例区から出馬するも落選。
2012年12月16日の第46回衆議院議員総選挙では愛知5区に国替えし、日本未来の党（旧減税日本議員）から挑んだものの、落選した。
2021年10月の第49回衆議院議員総選挙では上田清司参議院議員らによる新党からの立候補を検討したが、最終的に結党には至らなかったため立候補を断念した。
2022年4月、翌年4月の統一地方選挙への候補者擁立を目指し地域政党「改革の嵐」を設立した。
2023年、同年2月5日投開票の小牧市長選挙に立候補したが、現職の山下史守朗に敗れ落選。
2024年10月27日投開票の第50回衆議院議員総選挙に愛知6区から無所属で出馬したが、得票率18.3%で落選した。

## 政策・活動
- 社会保険庁の是非について騒がれた際には、同庁の5万円の朱肉などの税金の無駄遣いを指摘した[15]。
- 病院でレンタル業者などが設置したプリペイドカードなどによる貸しテレビに病院と業者間の取り決めなどでNHKの受信料が課金されているケースをつきとめ、入院患者から受信料を自宅と病院で二重徴収をしているNHKの受信料徴収におけるずさんな実態を明らかにした[16]。
- 選択的夫婦別姓の導入など民法改正に関する請願を国会法務委員会に提出するなどしている[17]一方で、2010年の毎日新聞のアンケートでは、選択的夫婦別姓制度に「反対」と回答している[18]。

## その他
- 好きな言葉は“一隅を照らす”[19]。趣味は剣道、甲冑の制作・蒐集で、尾張国清洲藩主松平忠吉を中心に尾張の安土桃山時代から江戸時代にかけての歴史研究を行っている[20]。

## 著書
- 『尾張清洲城主松平忠吉』（非売品、国立国会図書館所蔵）
- 『次代を担うネットワークビジネス』アチーブメント出版、2007年4月。ISBN 4-902222-45-0。

## 関連団体
- 健全なネットワークビジネスを育てる議員連盟（旧・流通ビジネス議員連盟）事務局長
- ネットワークビジネス推進連盟[21]
- 養鶏問題に関する議員連盟 事務局長
- 健康食品問題研究会 幹事長
- 日本・ポーランド友好議員連盟 事務局長
- 北京オリンピックを支援する議員の会

## 選挙
| 当落 | 選挙                     | 執行日         | 年齢 | 選挙区        | 政党         | 得票数     | 得票率 | 定数 | 得票順位 /候補者数 | 政党内比例順位 /政党当選者数 |
| ---- | ------------------------ | -------------- | ---- | ------------- | ------------ | ---------- | ------ | ---- | ------------------ | ---------------------------- |
| 落   | 第39回衆議院議員総選挙   | 1990年02月18日 | 30   | 旧愛知県第2区 | 無所属       | 8327票     | 1.1%   | 4    | 8/9                | /                            |
| 当   | 第42回衆議院議員総選挙   | 2000年06月25日 | 40   | 愛知県第6区   | 民主党       | 9万7714票  | 38.97% | 1    | 1/6                | /                            |
| 当   | 第43回衆議院議員総選挙   | 2003年11月09日 | 43   | 愛知県第6区   | 民主党       | 9万7766票  | 44.21% | 1    | 1/4                | /                            |
| 比当 | 第44回衆議院議員総選挙   | 2005年09月11日 | 45   | 愛知県第6区   | 民主党       | 11万3467票 | 43.03% | 1    | 2/3                | 3/8                          |
| 落   | 第22回参議院議員通常選挙 | 2010年07月11日 | 51   | 参議院比例区  | 民主党       | 3万1458票  | ーー   | 1    | 1/3                | 37/16                        |
| 落   | 第46回衆議院議員総選挙   | 2012年12月16日 | 52   | 愛知県第5区   | 日本未来の党 | 2万3609票  | 11.23% | 1    | 4/5                | 7/1                          |
| 落   | 2023年小牧市長選挙       | 2023年2月5日   | 63   | ーー          | 無所属       | 1万2652票  | 27.17% | 1    | 2/2                | /                            |
| 落   | 第50回衆議院議員総選挙   | 2024年10月27日 | 64   | 愛知県第6区   | 無所属       | 3万2608票  | 18.32% | 1    | 2/4                | /                            |